# Републикански път III-1403
Републикански път IIІ-1403 е третокласен път, част от Републиканската пътна мрежа на България, преминаващ изцяло по територията на Видинска област. Дължината му е 20,5 km. Номерацията на Републикански път IIІ-1403 е изключение от правилото за номерирането на пътищата в България, тъй като номерът му предполага да е ляво разклонение на Републикански път II-14, а той е ляво разклонение на Републикански път III-1401.
Пътят се отклонява наляво при 16 km на Републикански път III-1401 в село Подгоре и се насочва на изток по долината на река Видбол. Преминава през селата Цар Шишманово и Макреш, след което при гара Макреш преодолява воводела между реките Видбол и Арчар и слиза в долината на последната, където се свързва с Републикански път I-1 при неговия 37,5 km.
| Пътища, отклоняващи се надясно (населено място, № на пътя, посока на пътя) | km   | Пътища, отклоняващи се наляво (посока на пътя, № на пътя, населено място) |
| -------------------------------------------------------------------------- | ---- | ------------------------------------------------------------------------- |
| Община Макреш, III-1401, 16 km, с. Подгоре ←                               | 0,0  | ← с. Подгоре, 16 km, III-1401, Община Макреш                              |
| с. Цар Шишманово                                                           | 6,5  | → с. Цар Шишманово, общински път (за 7,6 km на III-1412)                  |
| (за с. Толовица) общински път ←                                            | 9,6  |                                                                           |
| с. Макреш                                                                  | 14,5 | с. Макреш                                                                 |
| Община Димово, гара Макреш                                                 | 18,8 | гара Макреш, Община Димово                                                |
| (до ГКПП Кулата - Промахон) I-1, 37,5 km ←                                 | 20,5 | ← 37,5 km, I-1 (от ГКПП Видин - Калафат)                                  |